# Sebastian Peschko
Sebastian Peschko (* 30. Oktober 1909 in Berlin; † 29. September 1987 in Celle) war ein deutscher Pianist und Liedbegleiter von Sängerinnen und  Sängern des 20. Jahrhunderts.

## Leben und Wirken

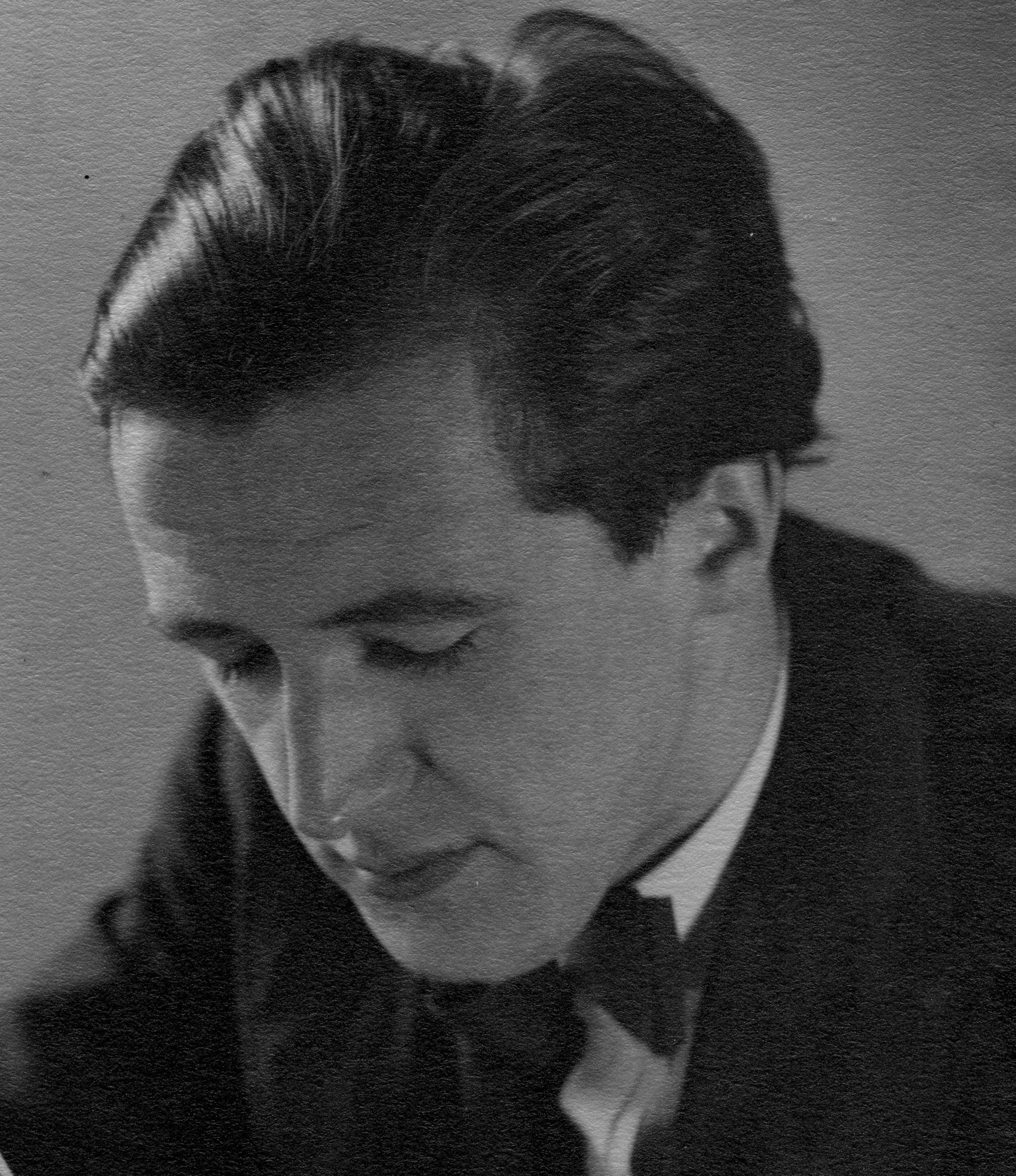
Sebastian Peschko (1939)

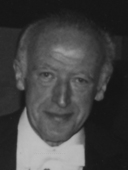
Sebastian Peschko (1975)

Sebastian Peschko wurde als Sohn eines Organisten und Privatlehrers geboren. Er studierte von 1927 bis 1933 an der Hochschule für Musik (heute: Universität der Künste) in Berlin und wurde ab 1930 durch ein Bechstein-Stipendium gefördert. Peschko war im Fach Klavier ein Schüler von Edwin Fischer.
Peschko gewann 1933 den Mendelssohn-Preis der Hochschule für Musik Berlin. Gemeinsam mit dem Bariton Heinrich Schlusnus musizierte er 1934 bis 1950 im In- und Ausland. Er war als Klavierpartner bedeutender Sänger hoch geschätzt. Zu seinen weiteren musikalischen Partnern zählen Theo Altmeyer, Erna Berger, Walter Berry, Rudolf Bockelmann, Grace Bumbry, Franz Crass, Lisa della Casa, Karl Erb, Nicolai Gedda, Agnes Giebel, Ernst Haefliger, Ilse Hollweg, Werner Hollweg, Heinz Hoppe, Christa Ludwig, Maria Müller, Hermann Prey, Ruth-Margret Pütz, Walther Pützstück, Erna Sack, Hanna Schwarz, Franz Völker, Bernd Weikl und Marcel Wittrisch.
Peschko hat den Status des Begleiters früh von der sich unterordnenden Rolle zu der eines gleichwertigen künstlerischen Partners entwickelt. Er untermalte nicht den Gesang, sondern formte am Flügel den Grund. Seine großen und kräftigen Hände waren gleichsam Bildhauerhände, in welchen die Tasten zu seinem Werkstoff wurden. Aus diesem Werkstoff erstand das Lied, je anders nach Lage, Dichte und Gefälle der Klänge und Worte. Peschko war künstlerisch eine Persönlichkeit der leisen Töne und der behutsamen, gleichwohl eindringlichen Gestaltung, ein Meister der Nuancen. Der Bariton Thomas Quasthoff wurde von Peschko entdeckt. Kammermusikalisch trat Peschko mit dem Geiger Georg Kulenkampff  sowie den Cellisten Enrico Mainardi und Hans Adomeit auf.
Von 1953 bis 1958 war Peschko bei Radio Bremen für Lied-, Chor- und Kirchenmusik zuständig. Rolf Liebermann, der damalige Leiter der Hauptabteilung Musik beim Norddeutschen Rundfunk, richtete für Peschko eine neu geschaffene „Redaktion Lied“ im NDR-Funkhaus Hannover ein. Dort war Peschko ab 1958 als Redakteur, Produzent und Pianist tätig. Die Reihe Meister des Liedes wurde von ihm begründet. Viele bekannte Sängerinnen und Sänger der zweiten Hälfte des 20. Jahrhunderts traten in diesem Rahmen auf. Die Aufnahmen sind beim NDR archiviert und werden im Sender NDR Kultur und anderen ARD-Sendern gespielt. In diese Zeit fällt auch die Gründung seines Cantiamo-Ensembles mit den jungen Interpreten Elke Georg (Alt), Gerda Kosbahn (Sopran), Heinz Meyen (Tenor) und Wolfgang Poser (Bariton).
Kurse für Liedinterpretation gab Peschko 1971 und 1972 im Rahmen der Internationalen Sommerspiele am Mozarteum in Salzburg.
Peschko vertonte vier Gedichte von Christian Morgenstern, die von der Sängerin Helen Donath gemeinsam mit dem Pianisten Klaus Donath in Liederabenden der Öffentlichkeit im In- und Ausland dargeboten wurden.
Im Jahre 1974 wurde Sebastian Peschko mit dem Verdienstkreuz am Bande des Verdienstordens der Bundesrepublik Deutschland für seine besonderen künstlerischen Verdienste ausgezeichnet.
Die Tänzerin und Choreographin Susanne Linke ist eine Nichte von Sebastian Peschko.

## Diskografie
- 1975: Heinrich Schlusnus singt Lieder von Schubert begleitet von Sebastian Peschko (TELDEC)
- 1977: Heinrich Schlusnus singt Lieder von Schumann begleitet von Sebastian Peschko (Deutsche Grammophon)
- 1994: Lisa della Casa singt Lieder von Strauß, begleitet von Sebastian Peschko (Sbt)
- 1999: Heinrich Schlusnus singt Lieder begleitet von Sebastian Peschko (Preiser)
- 2002: Erna Berger singt Lieder begleitet von Sebastian Peschko (Orfeo d’Or)
- 2002: Lisa della Casa Lieder & Arias, begleitet von Sebastian Peschko (EMI-Electrola)
- 2004: Grace Bumbry – early recordings (Pianist: Sebastian Peschko) (Deutsche Grammophon)